# Barisal (divisão)
Barisal é uma das divisões do Bangladexe, sua capital é a cidade de Barisal.

## Distritos
1. Barisal
2. Bhola
3. Jhalakati
4. Pirojpur
5. Barguna
6. Patuakhali